# Valdosta State University

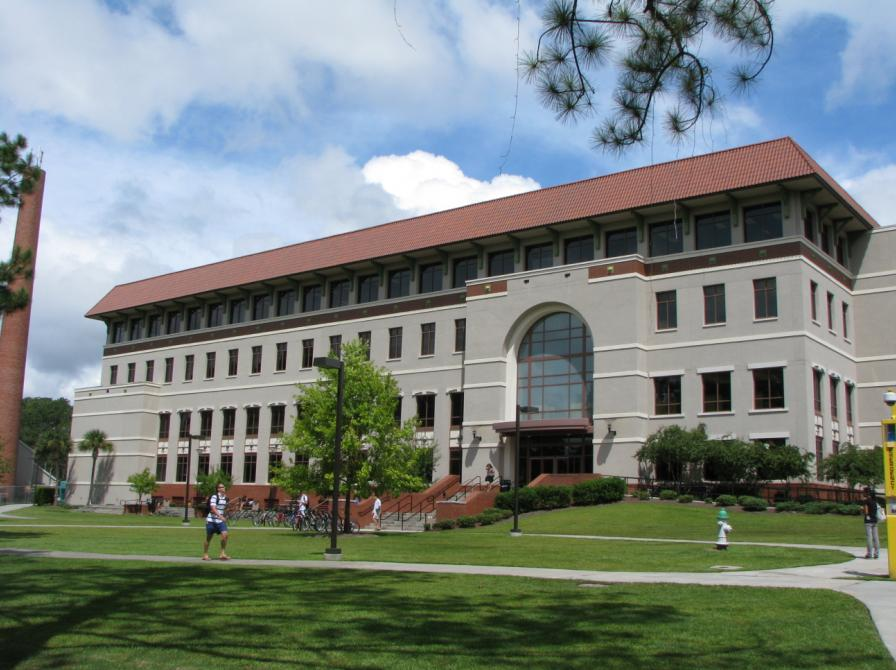
Odum Library

Die Valdosta State University (VSU) ist eine staatliche Universität in Valdosta im US-Bundesstaat Georgia, im Süden des Staates gelegen. Sie ist Teil des University System of Georgia. Die Hochschule wurde 1906 gegründet.

## Geschichte
Die Valdosta State University wurde 1906 gegründet, nahm aber erst 1913 ihren Lehrbetrieb (nur für Frauen) auf, damals unter dem Namen South Georgia State Normal College. 1922 wurde sie in Georgia State Woman’s College at Valdosta  umbenannt. 1950 wurde sie in Valdosta State College umbenannt und ist seit 1993 als regionale Universität anerkannt. Seit 1998 ist sie unter ihrem heutigen Namen bekannt. Im gleichen Jahr führte sie auch das Semestersystem des University System of Georgia ein.

## Zahlen zu den Studierenden
Im Herbst 2020 waren 12.304 Studierende eingeschrieben (2006: 10.888). Davon strebten 9.570 (77,8 %) ihren ersten Studienabschluss an, sie waren also undergraduates. Von diesen waren 66 % weiblich und 34 % männlich; 1 % bezeichneten sich als asiatisch, 42 % als schwarz/afroamerikanisch und 9 % als Hispanic/Latino. 2.734 (22,2 %) arbeiteten auf einen weiteren Abschluss hin, sie waren graduates.

## Sport
Die Sportteams der Valdosta State University sind die Blazers. Die Hochschule ist Mitglied in der Gulf South Conference (Eastern Division).